# Rautjärvi kyrka
Rautjärvi kyrka (finska: Rautjärven kirkko) var en historisk träkyrka i Rautjärvi i det finländska landskapet Södra Karelen. Kyrkan uppfördes 1881 och totalförstördes i en stor brand 25 december 2022. Kyrkan låg i Rautjärvi kommuns södra del, ett par kilometer från Rautjärvi stationsområde. Kyrkan ägdes av Ruokolahti församling.
Rautjärvi kyrka var en del av värdefulla kulturmiljöer på landskapsnivå.

## Historia
Det har funnits flera kyrkor på samma plats vid sjön Rautjärvi. Den första kyrkobyggnaden var Ruokolahti församlings Rautjärvi kapell som färdigställdes år 1667. Ryssarna satte eld på kyrkobyggnaden i början av lilla ofreden 1741 men sparade den nya kyrkan som  ännu inte blivit färdig. Det gamla kapellet var i dåligt skick och därför byggde man en ny kyrka intill den gamla, som stod färdig 1744.
Den nybyggda kyrkan var i bruk endast i 30 år. Man hade byggt en ny kyrka redan år 1776. På sommaren 1872 brann denna kyrka och man hade en tillfällig kyrkobyggnad på plats under några år. År 1881 färdigställdes den långhuskyrka som brann i december 2022. Kyrkan var ritad av arkitekt A. J. Jansson från Viborg.
Kyrkan sanerades grundligt i början av 2000-talet.
Bredvid kyrkan finns en gammal sockenstuga som fungerade som Rautjärvi hembygdsmuseum åren 1978–1996.

## Inventarier
Till kyrkans värdefulla inventarier hörde bland annat Eero Lehikoinens altartavla "Den gamla herden berättar" (finska: Vanha paimen kertoo) från 1936 och ljuskronor som hade evakuerats från Ilmes kyrka i Karelen. Altartavlan och ljuskronorna förstördes i branden 2022. Samtidigt brann också ett nattvardskärl tillverkat av Johan Illberg 1854, kyrkans huvudorgel som var tillverkad av Kangasala orgelfabrik 1925 och kororgeln från 1998.

## Brand 2022
Rautjärvi kyrka totalförstördes i en brand den 25 december 2022. Mitt under gudstjänsten larmade prästen från predikstolen att kyrkan fattat eld. Församlingen tvingades fly genom nödutgångar. Samtliga cirka 30 personer kunde räddas. Räddningsverket i Södra Karelen nåddes av ett automatiskt larm cirka 08.30 på morgonen.

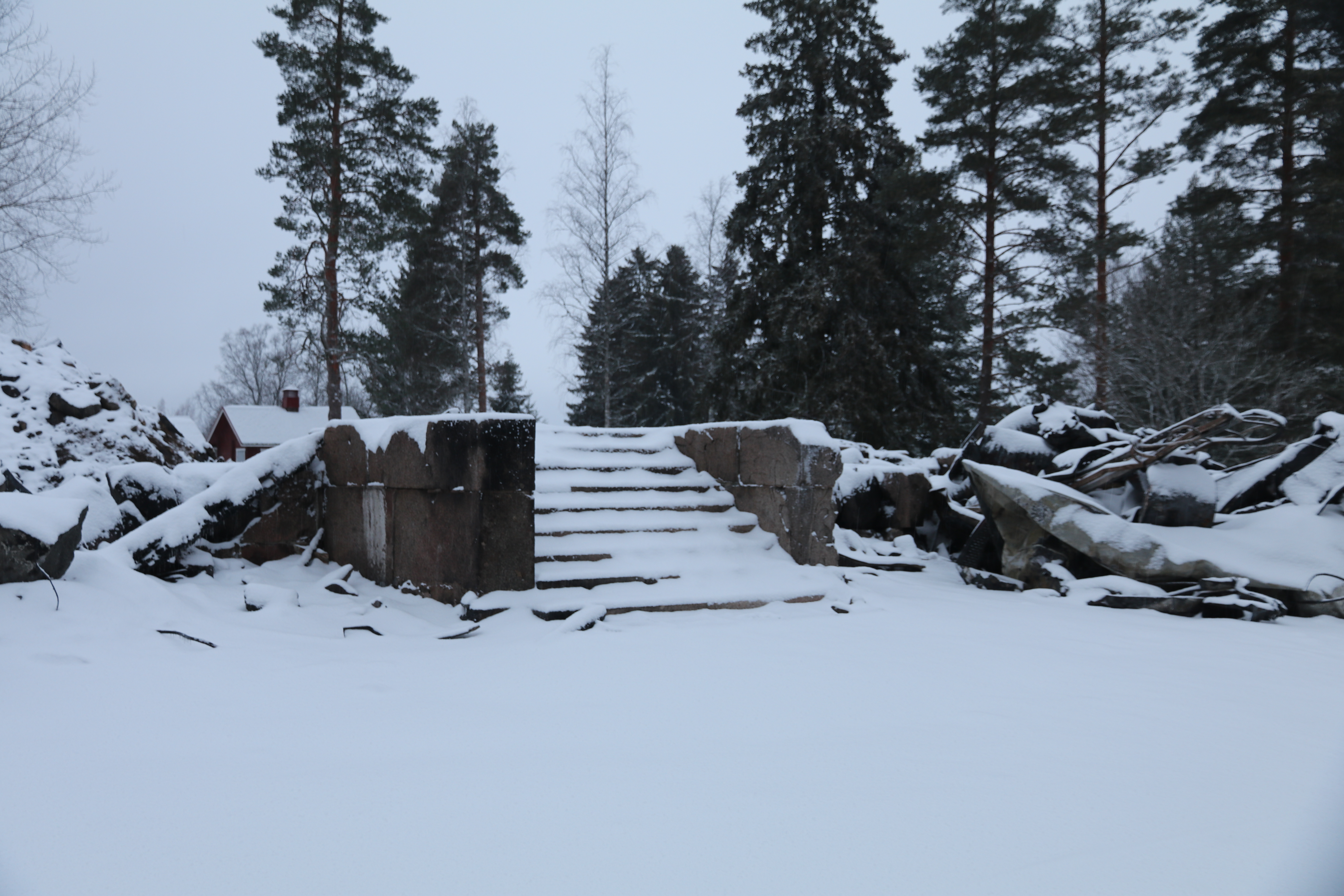
Ruiner av Rautjärvi kyrka i december 2022.

Polisen misstänkte att branden var anlagd och ärendet utreddes inledningsvis som grovt sabotage. Polisen misstänkte även att en annan brand i närheten av kyrkan kan vara kopplad till kyrkobranden. I samband med den branden hittades samma dag en död person.
Flyende kyrkobesökare vittnade om snören som var dragna utanför huvudporten vilket försvårade evakueringen.
Branden totalförstörde hela kyrkan. Endast stenfoten, stenmuren och huvudtrappan finns numera kvar av den gamla träkyrkan. Kyrkoruinerna är fredade enligt Museiverkets önskemål som en minnesplats över den gamla kyrkan.

## Den nya kyrkan

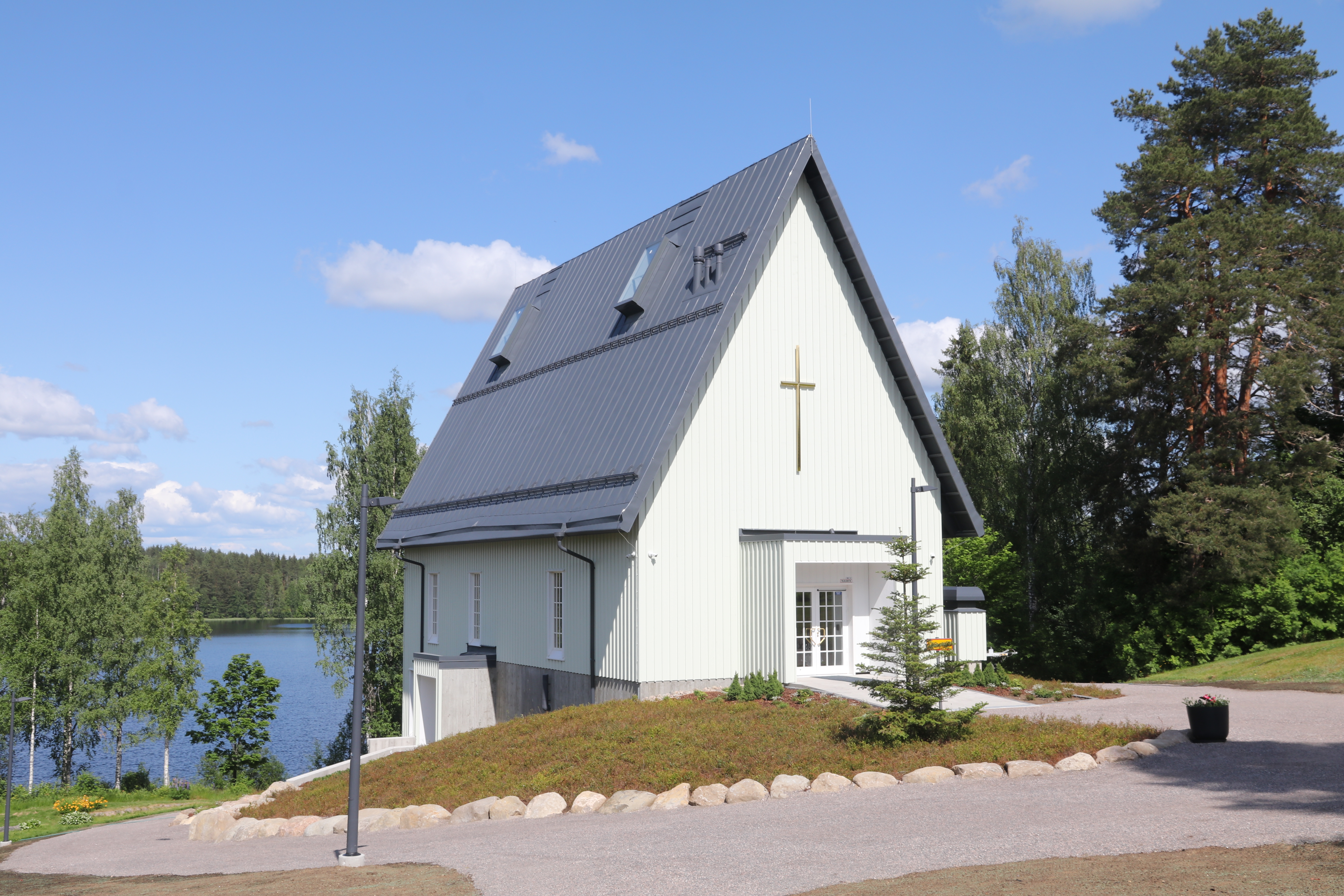
Rautjärvi nya kyrka

I januari 2023 föreslog Södra Karelens förbund att ett nytt kapell skulle byggas på den gamla kyrkans plats. Enligt landskapsförbundets förslag skulle den nya byggnaden ha ett rum för kyrkliga förrättningar med ungefär 200 sittplatser, och som även kunde användas som jordfästningskapell nära begravningsplatsen. 
I oktober 2023 beslöt Ruokolahti församlings kyrkofullmäktige att en ny kyrka ska byggas på platsen. Grundstensläggningen kommer att ske den 16 augusti 2024. Rautjärvi nya kyrka, i två våningar, kommer att omfatta 371 kvadratmeter. I huvudvåningen finns kyrkosalen och församlingssalen, och dessutom finns det en källarvåning. I kyrkosalen kommer en orgelläktare att byggas, där den nya orgeln placeras. Orgelläktaren ska ha 30 sittplatser och kyrkosalen 70 sittplatser. Digitala kyrkklockor kommer att finnas i ett separat klocktorn. Den nya kyrkan ska målas i samma färger som den gamla kyrkan hade.
Ruinerna av den gamla kyrkan kommer inte att påverkas av nybyggen.